# Lisu

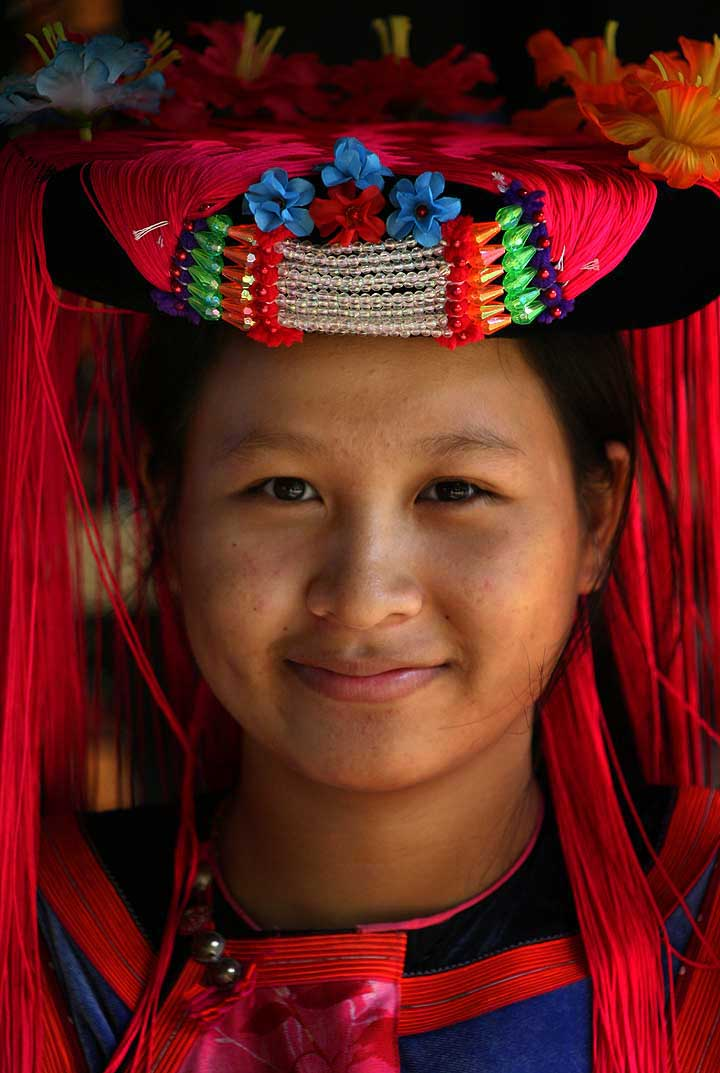
Nakrycie głowy Lisu

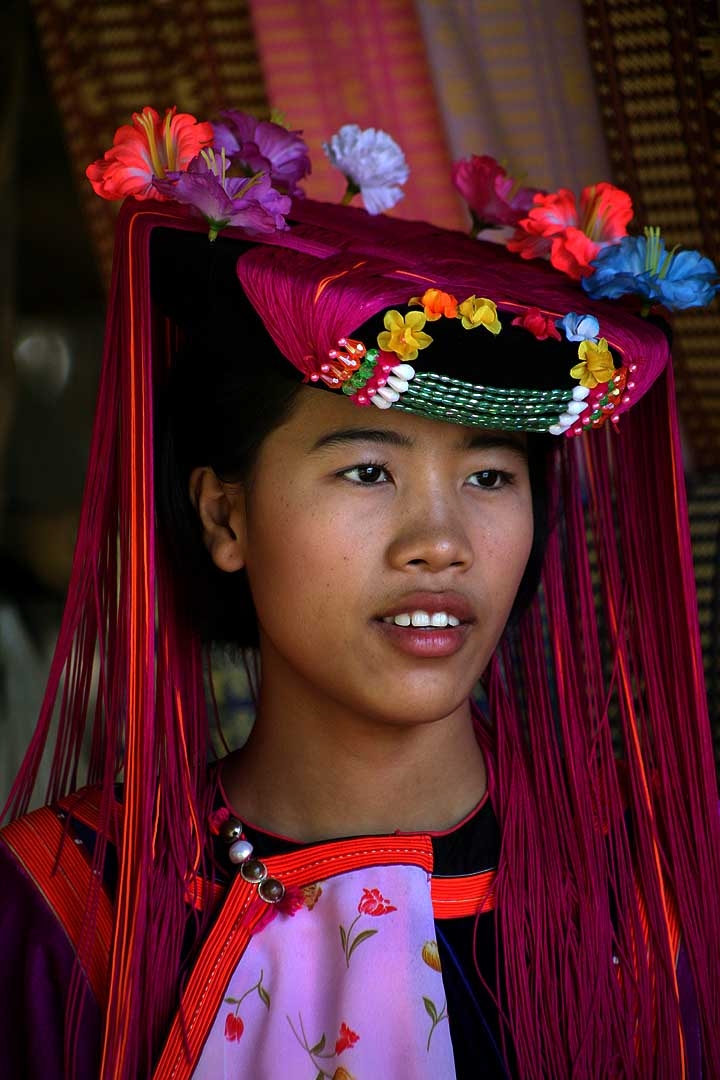
Nakrycie głowy Lisu

Lisu – grupa etniczna żyjąca w południowo-wschodniej Azji. Na terenie ChRL stanowią jedną z 55 oficjalnie uznanych mniejszości narodowych. W zachodniej części chińskiej prowincji Junnan mieszka ich 575 tys., w Mjanmie – 200 tys., w Tajlandii – ok. 25 tys., oraz kilka tysięcy w indyjskim stanie Arunachal Pradesh.

## Język
Posługują się językiem lisu, należącym do grupy lolo-birmańskiej języków tybeto-birmańskich.

## Religia
Tradycyjnie są animistami, niektórzy, zwłaszcza grupy zamieszkujące w Indiach, wyznają chrześcijaństwo.